# One way ticket to anywhere
One way ticket to anywhere is een single van The Osmonds, afkomstig van hun album The plan. Het was de vierde succesvolle single van The Osmonds in Nederland. Na deze single werden zulke hoge verkoopcijfers niet meer gehaald, het was hun laatste top 10-hit.
De single bestaat eigenlijk uit een dubbele A-kant, in sommige landen (Nederland, België, Scandinavië, Duitsland) was One way, een rocksong, de A-kant, in andere landen (VS, Verenigd Koninkrijk) Let me in, een ballad.

## Hitnotering

### Nederlandse Top 40
| Hitnotering: week 45/1973 t/m 3/1974 | Hitnotering: week 45/1973 t/m 3/1974 | Hitnotering: week 45/1973 t/m 3/1974 | Hitnotering: week 45/1973 t/m 3/1974 | Hitnotering: week 45/1973 t/m 3/1974 | Hitnotering: week 45/1973 t/m 3/1974 | Hitnotering: week 45/1973 t/m 3/1974 | Hitnotering: week 45/1973 t/m 3/1974 | Hitnotering: week 45/1973 t/m 3/1974 | Hitnotering: week 45/1973 t/m 3/1974 | Hitnotering: week 45/1973 t/m 3/1974 | Hitnotering: week 45/1973 t/m 3/1974 | Hitnotering: week 45/1973 t/m 3/1974 |
| Week:                                | 1                                    | 2                                    | 3                                    | 4                                    | 5                                    | 6                                    | 7                                    | 8                                    | 9                                    | 10                                   | 11                                   |                                      |
| ------------------------------------ | ------------------------------------ | ------------------------------------ | ------------------------------------ | ------------------------------------ | ------------------------------------ | ------------------------------------ | ------------------------------------ | ------------------------------------ | ------------------------------------ | ------------------------------------ | ------------------------------------ | ------------------------------------ |
| Positie:                             | 24                                   | 12                                   | 7                                    | 4                                    | 4                                    | 6                                    | 8                                    | 8                                    | 12                                   | 24                                   | 31                                   | uit                                  |

### NederlandseDaverende 30
| Hitnotering: 10-11-1973 t/m 18-1-1974 | Hitnotering: 10-11-1973 t/m 18-1-1974 | Hitnotering: 10-11-1973 t/m 18-1-1974 | Hitnotering: 10-11-1973 t/m 18-1-1974 | Hitnotering: 10-11-1973 t/m 18-1-1974 | Hitnotering: 10-11-1973 t/m 18-1-1974 | Hitnotering: 10-11-1973 t/m 18-1-1974 | Hitnotering: 10-11-1973 t/m 18-1-1974 | Hitnotering: 10-11-1973 t/m 18-1-1974 | Hitnotering: 10-11-1973 t/m 18-1-1974 | Hitnotering: 10-11-1973 t/m 18-1-1974 |
| Week:                                 | 1                                     | 2                                     | 3                                     | 4                                     | 5                                     | 6                                     | 7                                     | 8                                     | 9                                     |                                       |
| ------------------------------------- | ------------------------------------- | ------------------------------------- | ------------------------------------- | ------------------------------------- | ------------------------------------- | ------------------------------------- | ------------------------------------- | ------------------------------------- | ------------------------------------- | ------------------------------------- |
| Positie:                              | 19                                    | 13                                    | 6                                     | 4                                     | 3                                     | 6                                     | 10                                    | 17                                    | 28                                    | uit                                   |

### BelgischeBRT Top 30
De Belgische hitlijst was er nog niet helemaal uit. In de eerste week stond One way in de lijst, in de tweede week Let me in, de andere weken vermeldden weer One way.
| Hitnotering: 8-12-1973 t/m 8-2-1974 | Hitnotering: 8-12-1973 t/m 8-2-1974 | Hitnotering: 8-12-1973 t/m 8-2-1974 | Hitnotering: 8-12-1973 t/m 8-2-1974 | Hitnotering: 8-12-1973 t/m 8-2-1974 | Hitnotering: 8-12-1973 t/m 8-2-1974 | Hitnotering: 8-12-1973 t/m 8-2-1974 | Hitnotering: 8-12-1973 t/m 8-2-1974 | Hitnotering: 8-12-1973 t/m 8-2-1974 | Hitnotering: 8-12-1973 t/m 8-2-1974 | Hitnotering: 8-12-1973 t/m 8-2-1974 |
| Week:                               | 1                                   | 2                                   | 3                                   | 4                                   | 5                                   | 6                                   | 7                                   | 8                                   | 9                                   |                                     |
| ----------------------------------- | ----------------------------------- | ----------------------------------- | ----------------------------------- | ----------------------------------- | ----------------------------------- | ----------------------------------- | ----------------------------------- | ----------------------------------- | ----------------------------------- | ----------------------------------- |
| Positie:                            | 29                                  | 20                                  | 10                                  | 14                                  | 19                                  | 22                                  | 15                                  | 22                                  | 29                                  | uit                                 |

### Britse Single Top 50
Let me in haalde in het Verenigd Koninkrijk de tweede plaats. Gary Glitter met I love you love me love hield The Osmonds van de eerste plaats.
| Hitnotering: 27-10-1973 t/m 1-2-1974 | Hitnotering: 27-10-1973 t/m 1-2-1974 | Hitnotering: 27-10-1973 t/m 1-2-1974 | Hitnotering: 27-10-1973 t/m 1-2-1974 | Hitnotering: 27-10-1973 t/m 1-2-1974 | Hitnotering: 27-10-1973 t/m 1-2-1974 | Hitnotering: 27-10-1973 t/m 1-2-1974 | Hitnotering: 27-10-1973 t/m 1-2-1974 | Hitnotering: 27-10-1973 t/m 1-2-1974 | Hitnotering: 27-10-1973 t/m 1-2-1974 | Hitnotering: 27-10-1973 t/m 1-2-1974 | Hitnotering: 27-10-1973 t/m 1-2-1974 | Hitnotering: 27-10-1973 t/m 1-2-1974 | Hitnotering: 27-10-1973 t/m 1-2-1974 | Hitnotering: 27-10-1973 t/m 1-2-1974 | Hitnotering: 27-10-1973 t/m 1-2-1974 |
| Week:                                | 1                                    | 2                                    | 3                                    | 4                                    | 5                                    | 6                                    | 7                                    | 8                                    | 9                                    | 10                                   | 11                                   | 12                                   | 13                                   | 14                                   |                                      |
| ------------------------------------ | ------------------------------------ | ------------------------------------ | ------------------------------------ | ------------------------------------ | ------------------------------------ | ------------------------------------ | ------------------------------------ | ------------------------------------ | ------------------------------------ | ------------------------------------ | ------------------------------------ | ------------------------------------ | ------------------------------------ | ------------------------------------ | ------------------------------------ |
| Positie:                             | 32                                   | 4                                    | 2                                    | 2                                    | 2                                    | 10                                   | 5                                    | 16                                   | 19                                   | 19                                   | 23                                   | 21                                   | 39                                   | 50                                   | uit                                  |